# Вільшанка (Сумська міська громада)
Вільша́нка —  село в Україні, у Сумській міській громаді Сумського району Сумської області. Населення становить 114 осіб. До 2020 орган місцевого самоврядування — Великочернеччинська сільська рада.

## Географія
Село Вільшанка розташоване на лівому березі річки Псел, вище за течією на відстані 4 км розташоване село Барилівка (Миропільська сільська громада), нижче за течією на відстані 2 км розташоване село Велика Чернеччина, на протилежному березі — село Битиця. Село складається з трьох частин, рознесених на відстань до 1 км. Через село проходить автомобільна дорога Т 1909. Біля села кілька будинків відпочинку.
Майже з усіх сторін (крім східної) села ростуть ліси. Тут переважать дуб та сосна, а також — береза, клен, липа. Поруч із селом розташований гідрологічний заказник «Панський став».

## Населення

### Мова
Розподіл населення за рідною мовою за даними перепису 2001 року:
| Мова       | Кількість | Відсоток |
| ---------- | --------- | -------- |
| українська | 106       | 92.98%   |
| російська  | 8         | 7.02%    |
| Усього     | 114       | 100%     |

## Історія
12 червня 2020 року, відповідно до Розпорядження Кабінету Міністрів України № 723-р «Про визначення адміністративних центрів та затвердження територій територіальних громад Сумської області» увійшло до складу Сумської міської громади.
19 липня 2020 року, після ліквідації Сумського району, село увійшло до новоутвореного Сумського району.

#### Російське вторгнення в Україну (з 2022)
11 серпня 2024 року село вчергове обстріляв агресор. Як повідомили в оперативному командуванні “Північ” зафіксовано 2 обстріли: 3 вибухи, ймовірно КАБ.
26 серпня 2024 року російські загарбники продовжували обстрілювати прикордонні території Сумської області. Зокрема в селі зафіксовано 3 вибухи, ймовірно КАБ. 

## Інфраструктура
Неподалік села є дитячий оздоровчий табір «Зоряний» ВАТ «Сумихімпром». Розрахований на 320 місць.

## Відомі люди
У Вільшанці тривалий час жив і працював художник Костянтин Олександрович Трутовський. Цьому селу він присвятив свої акварелі «Вільшанка», «Садиба Линтваревих-Марченків».

## Природоохоронні території
- Вільшанківський заказник — ландшафтний заказник місцевого значення.

## Галерея

Покажчик на дит. табір «Зоряний» (північна частина села)
Лісова дорога до дит. табору «Зоряний»